# Gastón Caserta
Gastón Mario Caserta (n. 4 de octubre de 1977, Lanús, Provincia de Buenos Aires), es un expiloto argentino de automovilismo de velocidad. Desarrolló su carrera deportiva compitiendo principalmente en categorías de turismos, teniendo importantes participaciones en el Turismo Pista y las divisiones inferiores de la Asociación Corredores de Turismo Carretera. Fue bicampeón de la Clase 3 del Turismo Pista en 2002 y 2006 y subcampeón de la misma en el año 2011. Dentro del ámbito de ACTC, realizó esporádicas participaciones en el TC Pista entre los años 2003 y 2004, mientras que en 2008 debutó en la divisional TC Mouras donde obtuvo el subcampeonato al comando de un Torino Cherokee.
Además de estas categorías, supo también tener participaciones esporádicas en el Turismo Competición 2000, siendo invitado en dos ocasiones, mientras que en la Top Race Junior tuvo un breve paso en el año 2009. Se retiró de la actividad en el año 2011.

## Trayectoria
| Año                                   | Categoría                             | Automóvil            |
| ------------------------------------- | ------------------------------------- | -------------------- |
| 2000                                  | Superturismo Sudamericano, 4 carreras | Chevrolet Vectra II  |
| 2001                                  | Superturismo Sudamericano, 1 carrera  | Chevrolet Vectra II  |
| 2001                                  | Clase 3 del Turismo Pista             | Volkswagen Gacel     |
| 2002                                  | Clase 3 del Turismo Pista. Campeón    | Volkswagen Gacel     |
| 2003                                  | Debut en TC Pista, 4 carreras         | Ford Falcon          |
| 2003                                  | Turismo Competición 2000, 1 carrera   | Mitsubishi Lancer    |
| 2004                                  | TC Pista, 2 carreras                  | Ford Falcon          |
| Invitado a los 200 km de Buenos Aires | Volkswagen Bora                       |                      |
| 2006                                  | Clase 3 del Turismo Pista. Campeón    | Volkswagen Gol       |
| 2007                                  | Clase 3 del Turismo Pista             | Volkswagen Gol       |
| 2008                                  | Debut en TC Mouras. Subcampeón        | Torino Cherokee      |
| 2009                                  | Debut en Top Race Junior, 4 carreras  | Ford Mondeo II       |
| 2009                                  | Clase 3 del Turismo Pista             | Ford Escort Zetec    |
| 2011                                  | Clase 3 del Turismo Pista. Subcampeón | Renault Mégane Coupé |

- [6]

### Trayectoria en Top Race
| Temporada | Divisional      | Equipo          | Automóvil      | Posición final     |
| --------- | --------------- | --------------- | -------------- | ------------------ |
| 2009      | Top Race Junior | Azar Motorsport | Ford Mondeo II | 21º (17.00 puntos) |

### Resultados completos TC Mouras
| Año            | Año             | Fechas | Fechas | Fechas | Fechas | Fechas | Fechas | Fechas | Fechas | Fechas | Fechas | Fechas | Fechas | Fechas | Fechas | Posición final     |
| Equipo         | Automóvil       | Fechas | Fechas | Fechas | Fechas | Fechas | Fechas | Fechas | Fechas | Fechas | Fechas | Fechas | Fechas | Fechas | Fechas | Posición final     |
| -------------- | --------------- | ------ | ------ | ------ | ------ | ------ | ------ | ------ | ------ | ------ | ------ | ------ | ------ | ------ | ------ | ------------------ |
| 2008           | 2008            | 01     | 02     | 03     | 04     | 05     | 06     | 07     | 08     | 09     | 10     | 11     | 12     | 13     | 14     | 2º (215.00 puntos) |
| Alifraco Sport | Torino Cherokee | 6º     | 27     | 3º     | 2º     | 1º     | 10     | 4º     | 34     | 4º     | 31     | 1º     | 2º     | 2º     | 1º     | 2º (215.00 puntos) |

### Resultados en Turismo Competición 2000
| Año                   | Año                  | Fechas | Fechas | Fechas | Fechas | Fechas | Fechas | Fechas | Fechas | Fechas | Fechas | Fechas | Fechas | Fechas | Fechas | Posición final       |
| Equipo                | Automóvil            | Fechas | Fechas | Fechas | Fechas | Fechas | Fechas | Fechas | Fechas | Fechas | Fechas | Fechas | Fechas | Fechas | Fechas | Posición final       |
| --------------------- | -------------------- | ------ | ------ | ------ | ------ | ------ | ------ | ------ | ------ | ------ | ------ | ------ | ------ | ------ | ------ | -------------------- |
| 2003                  | 2003                 | 01     | 02     | 03     | 04     | 05     | 06     | 07     | 08     | 09     | 10     | 11     | 12     | 13     | 14     | Sin Puntos *         |
| Sportteam Competición | Mitsubishi Lancer VI | NP     | NP     | NP     | NP     | NP     | NP     | NP     | NP     | NP     | NP     | NP     | Ret    | NP     | NP     | Sin Puntos *         |
|                       |                      |        |        |        |        |        |        |        |        |        |        |        |        |        |        |                      |
| 2004                  | 2004                 | 01     | 02     | 03     | 04     | 05     | 06     | 07     | 08     | 09     | 10     | 11     | 12     | 13     | 14     | Corredor invitado ** |
| Sportteam Competición | Volkswagen Bora      | NP     | NP     | NP     | NP     | NP     | NP     | NP     | NP     | NP     | NP     | NP     | 16     | NP     | NP     | Corredor invitado ** |

*: Inhabilitado a sumar puntos por debutar en las últimas 3 fechas del certamen.
**: Fue invitado por Julián Crespo a los 200 km de Buenos Aires.

## Palmarés
| Título     | Categoría                 | Automóvil        | Año  |
| ---------- | ------------------------- | ---------------- | ---- |
| Campeón    | Clase 3 del Turismo Pista | Volkswagen Gacel | 2002 |
| Campeón    | Clase 3 del Turismo Pista | Volkswagen Gol   | 2006 |
| Subcampeón | TC Mouras                 | Torino Cherokee  | 2008 |
| Subcampeón | Clase 3 del Turismo Pista | Renault Mégane   | 2011 |